# Mauro Silva
Mauro Silva, mit vollem Namen Mauro da Silva Gomes, (* 12. Januar 1968 in São Bernardo do Campo, Bundesstaat São Paulo) ist ein ehemaliger brasilianischer Fußballspieler.
Der defensive Mittelfeldspieler spielte von 1990 bis 1992 für den CA Bragantino und entwickelte sich dort zu einem der stärksten Fußballer der brasilianischen Liga. 1991 wurde Mauro Silva mit dem Bola de Ouro ausgezeichnet.
Von 1992 bis 2005 spielte er für den spanischen Erstligisten Deportivo La Coruña. Mit seiner sachlichen, unaufgeregten Spielweise war Mauro Silva eine Stütze der Mannschaft, die 2000 Meister wurde. Zeitweise bekleidete er sogar das Kapitänsamt. Deportivo entwickelte sich zu einer echten Spitzenmannschaft und war einige Jahre Stammgast der UEFA Champions League.
Mauro Silva absolvierte insgesamt 59 Länderspiele für die Seleção. Bei der Weltmeisterschaft 1994 in den USA gehörte er zur Stammformation und bildete gemeinsam mit Carlos Dunga das zentrale Mittelfeld des späteren Titelträgers.

## Erfolge
- Staatsmeisterschaft von São Paulo: 1990
- Spanischer Meister: 1999/00
- Copa del Rey (2): 1995, 2002
- Spanischer Supercup (3): 1995, 2000, 2002
- Weltmeister: 1994 (7 Spiele / 0 Tore)